# НХЛ в сезоне 1970/1971

## События
- 29 октября 1970 года. Горди Хоу стал первым хоккеистом в истории НХЛ сделавшим 1000 точных передач. Нападающий Детройт Рэд Уингз дважды ассистировал партнерам (и также забросил одну шайбу) в матче против Бостон Брюинз 5:3.
- 8 января 1971 года. Детройт Рэд Уингз уволили Сида Абела с поста генерального менеджера клуба.
- 6 февраля 1971 года. Фил Эспозито из Бостон Брюинз забросил шайбу, сделал две передачи в победном мачте над Баффало Сейбрз 4:3 и стал первым хоккеистом в истории НХЛ покорившим рубеж в 100 очков дважды в своей карьере.
- 18 марта 1971 года. Жиль Перро (Баффало) установил новый рекорд для новичков лиги, забив свой 35-й гол в сезоне. Случилось это в матче Баффало Сейбрз — Сент-Луис Блюз 5:3.
- 20 марта 1971 года. Впервые в истории НХЛ два брата-вратаря играли против друг друга в матче лиги — Кен Драйден и его Монреаль Канадиенс победели со счетом 5:2 Дэйва Драйдена и Баффало Сейбрз.

## Регулярный сезон

### Обзор
Уступив годом ранее титул самого результативного хоккеиста лиги своем одноклубнику Бобби Орру, форвард Бостон Брюинз Фил Эспозито был просто не удержим в 1970-71 гг. Он переписал все рекорды лиги, забив 76 шайб и набрав 152 очка.
Эспозито стал четвёртым хоккеистом в истории НХЛ забросившим 50 или более шайб в одном сезоне, а следом за ним это сделал ещё один «брюин» Джонни Бусик.
Имея в составе также Бобби Орра и Кена Ходжа, набиравших очки как машина на манер Эспозито, Бостон Брюинз уверенно финишировали на общем первом месте в регулярном сезона, однако в плей-оффе не сумели пройти Монреаль Канадиенс вместе с их разыгравшимся вратарём-новичком Кеном Драйденом.
В 1970-71 гг в НХЛ влились ещё две команды — Баффало Сейбрз и Ванкувер Кэнакс. Лига пересмотрела составы дивизионов, поместив новичков на Восток, и Чикаго Блэкхокс на Запад.

### Турнирная таблица
| #                  | Команда              | Игр | В  | Н  | П  | ШЗ  | ШП  | Очки |
| ------------------ | -------------------- | --- | -- | -- | -- | --- | --- | ---- |
| Восточный дивизион |                      |     |    |    |    |     |     |      |
| 1                  | Бостон Брюинз        | 78  | 57 | 7  | 14 | 399 | 207 | 121  |
| 2                  | Нью-Йорк Рейнджерс   | 78  | 49 | 11 | 18 | 259 | 177 | 109  |
| 3                  | Монреаль Канадиенс   | 78  | 42 | 13 | 23 | 291 | 216 | 97   |
| 4                  | Торонто Мэйпл Лифс   | 78  | 37 | 8  | 33 | 248 | 211 | 82   |
| 5                  | Баффало Сейбрз       | 78  | 24 | 15 | 39 | 217 | 291 | 63   |
| 6                  | Ванкувер Кэнакс      | 78  | 24 | 8  | 46 | 229 | 296 | 56   |
| 7                  | Детройт Рэд Уингз    | 78  | 22 | 11 | 45 | 209 | 308 | 55   |
| Западный дивизион  |                      |     |    |    |    |     |     |      |
| 1                  | Чикаго Блэкхокс      | 78  | 49 | 9  | 20 | 277 | 184 | 107  |
| 2                  | Сент-Луис Блюз       | 78  | 34 | 19 | 25 | 223 | 208 | 87   |
| 3                  | Филадельфия Флайерз  | 78  | 28 | 17 | 33 | 207 | 225 | 73   |
| 4                  | Миннесота Норт Старс | 78  | 28 | 16 | 34 | 191 | 223 | 72   |
| 5                  | Лос-Анджелес Кингз   | 78  | 25 | 13 | 40 | 239 | 303 | 63   |
| 6                  | Питтсбург Пингвинз   | 78  | 21 | 20 | 37 | 221 | 240 | 62   |
| 7                  | Калифорния Силс      | 78  | 20 | 5  | 53 | 199 | 320 | 45   |

## Плей-офф

### Обзор
Не попав в плей-офф в сезоне 1969-70 гг, Монреаль Канадиенс взяли своё в 1971 году, выиграв 16-й Кубок Стэнли в истории клуба.
В финальной серии против Чикаго Блэкхокс, затянувшейся на семь матчей, результативно у Монреаль Канадиенс сыграли братья Фрэнк и Питер Маховлич, забросивший в сумме девять шайб. По ходу плей-оффа Фрэнк также установил новый рекорд НХЛ, забив 14 голов и повторил достижение Фила Эспозито, набрав 27 очков.
Отличился и ветеран Анри Ришар, который в седьмом решающем поединке финала, когда Чикаго Блэкхокс вели 2:0, сравнял счет, а затем и забил победный гол.
Однако главным героем стал голкипер-новичок Кен Драйден. Своей самоотверженной игрой он вдохновил «Канадиэнс» в четвертьфинале на победу над основными фаворитами — Бостон Брюинз.
Драйден, закончивший плей-офф с показателями +12-8, стал обладателем Конн Смайт Трофи.
Поединки против Чикаго Блэкхокс стали последним для Жана Беливо. Ветеран Монреаль Канадиенс закончил свою карьеру со 176 очками в матчах плей-оффов (лучший показатель того времени в НХЛ) и 10 выигранными Кубками Стэнли.

### ¼ финала
| - 7 апреля. НЙ Рейнджерс — Торонто 5:4 - 8 апреля. НЙ Рейнджерс — Торонто 1:4 - 10 апреля. Торонто — НЙ Рейнджерс 3:1 - 11 апреля. Торонто — НЙ Рейнджерс 2:4 - 13 апреля. НЙ Рейнджерс — Торонто 3:1 - 15 апреля. Торонто — НЙ Рейнджерс 1:2 ОТ Итог серии: НЙ Рейнджерс — Торонто 4-2 | - 7 апреля. Ст. Луис — Миннесота 2:3 - 8 апреля. Ст. Луис — Миннесота 4:2 - 10 апреля. Миннесота — Ст. Луис 0:3 - 11 апреля. Миннесота — Ст. Луис 2:1 - 13 апреля. Ст. Луис — Миннесота 3:4 - 15 апреля. Миннесота — Ст. Луис 5:2 Итог серии: Ст. Луис — Миннесота 2-4               |
| - 7 апреля. Чикаго — Филадельфия 5:2 - 8 апреля. Чикаго — Филадельфия 6:2 - 10 апреля. Филадельфия — Чикаго 2:3 - 11 апреля. Филадельфия — Чикаго 2:6 Итог серии: Чикаго — Филадельфия 4-0                                                                                              | - 7 апреля. Бостон — Монреаль 3:1 - 8 апреля. Бостон — Монреаль 5:7 - 10 апреля. Монреаль — Бостон 3:1 - 11 апреля. Монреаль — Бостон 2:5 - 13 апреля. Бостон — Монреаль 7:3 - 15 апреля. Монреаль — Бостон 8:3 - 18 апреля. Бостон — Монреаль 2:4 Итог серии: Бостон — Монреаль 3-4 |

### ½ финала
| - 20 апреля. Монреаль — Миннесота 7:2 - 22 апреля. Монреаль — Миннесота 3:6 - 24 апреля. Миннесота — Монреаль 3:6 - 25 апреля. Миннесота — Монреаль 5:2 - 27 апреля. Монреаль — Миннесота 6:1 - 29 апреля. Миннесота — Монреаль 2:3 Итог серии: Монреаль — Миннесота 4-2 | - 18 апреля. Чикаго — НЙ Рейнджерс 1:2 ОТ - 20 апреля. Чикаго — НЙ Рейнджерс 3:0 - 22 апреля. НЙ Рейнджерс — Чикаго 4:1 - 25 апреля. НЙ Рейнджерс — Чикаго 1:7 - 27 апреля. Чикаго — НЙ Рейнджерс 3:2 ОТ - 29 апреля. НЙ Рейнджерс — Чикаго 3:2 3ОТ - 2 мая. Чикаго — НЙ Рейнджерс 4:2 Итог серии: Чикаго — НЙ Рейнджерс 4-3 |

### Финал
- 4 мая. Чикаго — Монреаль 2:1 ОТ
- 6 мая. Чикаго — Монреаль 5:3
- 9 мая. Монреаль — Чикаго 4:2
- 11 мая. Монреаль — Чикаго 5:2
- 13 мая. Чикаго — Монреаль 2:0
- 16 мая. Монреаль — Чикаго 4:3
- 18 мая. Чикаго — Монреаль 2:3

Итог серии: Чикаго — Монреаль 3-4

## Статистика
По итогам регулярного чемпионата
- Очки

1. Фил Эспозито (Бостон) — 152

- Голы

1. Фил Эспозито (Бостон) — 76

- Передачи

1. Бобби Орр (Бостон) — 102

- Штраф

1. Кейт Магнусон (Чикаго) — 291

## Индивидуальные призы
| Приз                                                                              | Победители                                       |
| --------------------------------------------------------------------------------- | ------------------------------------------------ |
| Харт Трофи (лучшему игроку сезона)                                                | Бобби Орр (Бостон)                               |
| Арт Росс Трофи (лучшему бомбардиру)                                               | Фил Эспозито (Бостон)                            |
| Приз имени Лестера Пирсона (лучшему игрока сезона по мнению профсоюза хоккеистов) | Фил Эспозито (Бостон)                            |
| Везина Трофи (лучшему вратарю)                                                    | Эдди Джакомин и Жиль Вильмур (НЙ Рейнджерс)      |
| Джэймс Норрис Трофи (лучшему защитнику)                                           | Бобби Орр (Бостон)                               |
| Лэди Бинг Трофи (за джентльменскую игру)                                          | Джонни Буцик (Бостон)                            |
| Калдер Мемориал Трофи (лучшему новичку)                                           | Жильбер Перро (Буффало)                          |
| Конн Смайт Трофи (лучшему игроку плей-оффа)                                       | Кен Драйден (Монреаль)                           |
| Билл Мастертон Трофи (за мастерство и преданнсость хоккею)                        | Жан Рателль (НЙ Рейнджерс)                       |
| Лестер Патрик Трофи (за выдающийся вклад в развитие хоккея в США)                 | Уильям Дженнигс, Джон Солленбергер, Терри Савчук |